# Salmon River
Salmon River  er en 684 km lang biflod til Snake River i delstaten Idaho i den nordvestlige del af USA. Den løber sammen med Snake på grænsen til Oregon, hvorefter Snake løber ind i delstaten Washington og ud i Columbia River. Floden løber i stor højde, udspringet er 2.810 moh., og bugter sig uregelmæssigt gennem Rocky Mountains midt i Idaho, med et fald på 2.134 meter. Den er en af de største floder i USA uden dæmningen i hovedstrømmen.
Det er fundet tegn på bosættelser langs floden der er mindst 8 000 år gamle.